# Barón de Mountjoy
Los títulos de Barón de Mountjoy y Vizconde Mountjoy se han creado varias veces para miembros de diversas familias, incluidos los Blount y sus descendientes y los Stewart de Ramelton y sus descendientes.
La primera creación fue para Walter Blount de Hertfordshire, quien fue convocado al Parlamento como Barón de Mountjoy en la Nobleza de Inglaterra durante 1465. Los Blount eran una parte menor de la familia Blount de Sodington de Worcestershire. El primer Barón era bisnieto de Sir John Blount de Sodington e Isolda Mountjoy, y nieto de Sir Walter Blount, portador del Estandarte Real de Enrique IV en la Batalla de Shrewsbury durante 1403, donde fue asesinado. Esta creación es uno de los primeros ejemplos de un título baronil que no está relacionado con la propiedad de tierras o una dignidad preexistente.
El VII barón DE Mountjoy fue creado Conde de Devonshire durante 1603 y murió sin descendencia legítima durante 1606, cuando el condado y la baronía se extinguieron. Su hijo Mountjoy Blount, quien había nacido antes del matrimonio de sus padres, fue creado Barón de Mountjoy de Mountjoy Fort en la Nobleza de Irlanda durante 1618, Barón de Mountjoy de Thurveston en la Nobleza de Inglaterra durante 1627 y Conde de Newport en la Nobleza de Inglaterra durante 1628. Todos estos títulos se extinguieron con la muerte del III conde de Newport en 1681.
Elizabeth Blount, hermana del II Barón de Mountjoy de la creación de 1465, se había casado con el I barón Windsor, y su descendiente Thomas Windsor, I vizconde Windsor en la Nobleza de Irlanda e hijo menor del VII barón de Windsor y I conde de Plymouth, fue creado Barón Mountjoy en la Nobleza de Gran Bretaña durante 1712. Este título se extinguió con la muerte de su hijo, el II vizconde Windsor, en 1758.
Luke Gardiner (1745–1798), fue creado barón Mountjoy durante 1789 y vizconde Mountjoy durante 1795, ambos como parte de la nobleza de Irlanda.
Otro título de vizconde Mountjoy fue creado (y aún está vigente) en 1796 para el primer marqués de Bute, quien se casó con la nieta del II Vizconde Windsor y Barón Mountjoy.

## Barones Mountjoy (1465)
- Walter Blount, I barón de Mountjoy (1420–1474)
- Edward Blount, II barón de Mountjoy (1467–1475)
- John Blount, III barón de Mountjoy (1445–1485)
- William Blount, IV barón de Mountjoy (1478–1534)
- Charles Blount, V barón de Mountjoy (1516–1544)
- James Blount, VI barón de Mountjoy (1533–1581)
- William Blount, VII barón de Mountjoy (1561–1594)
- Charles Blount, VIII barón de Mountjoy (1562–1606), creado Conde de Devonshire en 1603.

## Barones Mountjoy de Mountjoy Fort (1618) y Mountjoy de Thurveston (1627)
- Mountjoy Blount, I barón de Mountjoy (1597–1665), creado Conde de Newport en 1628.
- Conde de Newport

## Barones Mountjoy (1789)
- Luke Gardiner, I barón de Mountjoy (1745–1798), fue creado Barón Mountjoy en 1789 y Vizconde Mountjoy en 1795, ambos parte de la nobleza de Irlanda.